# Spoorlijn Göschenen - Andermatt
De spoorlijn Göschenen - Andermatt is een Zwitserse spoorlijn van de voormalige spoorwegonderneming Schöllenenbahn (SchB). De Schöllenenbahn opende reeds in 1917 de tandradspoorweg van Göschenen door de Schöllenenschlucht naar Andermatt. In Göschenen is er overstapmogelijkheid met de Gotthardspoorlijn van de Schweizerische Bundesbahnen (SBB).
De helling bedraagt maximaal 179 ‰. Oorspronkelijk was de SchB geëlektrificeerd met een spanning van 1200 volt gelijkstroom. In 1941 werd deze omgezet in de bij de Furka-Oberalp-Bahn (FO) gangbare spanning van 11.000 volt 16 2/3 Hz wisselstroom om probleemloos aan te sluiten op het net van de FO. De diensten van beide ondernemingen waren vanaf dat moment aan elkaar gekoppeld. In 1961 werd de SchB door de FO overgenomen, na de fusie van 2003 onderdeel van de Matterhorn Gotthard Bahn (MGB).
De MGB exploiteert elke 20/40 minuten een pendeldienst op de route. Het rittenschema is afgestemd op de spoorverbindingen naar het noorden in Göschenen en de streekbussen van Andermatt naar Flüelen in het zuiden.
Op de smalsporen van de goederenoverslag staan gedurende de wintermaanden wagens van de Dampfbahn Furka-Bergstrecke geparkeerd.

## Tandradsysteem
De FO maakt gebruik van het tandradsysteem Abt, ontwikkeld door de Zwitserse ingenieur Carl Roman Abt (1850-1933).

## Afbeeldingen

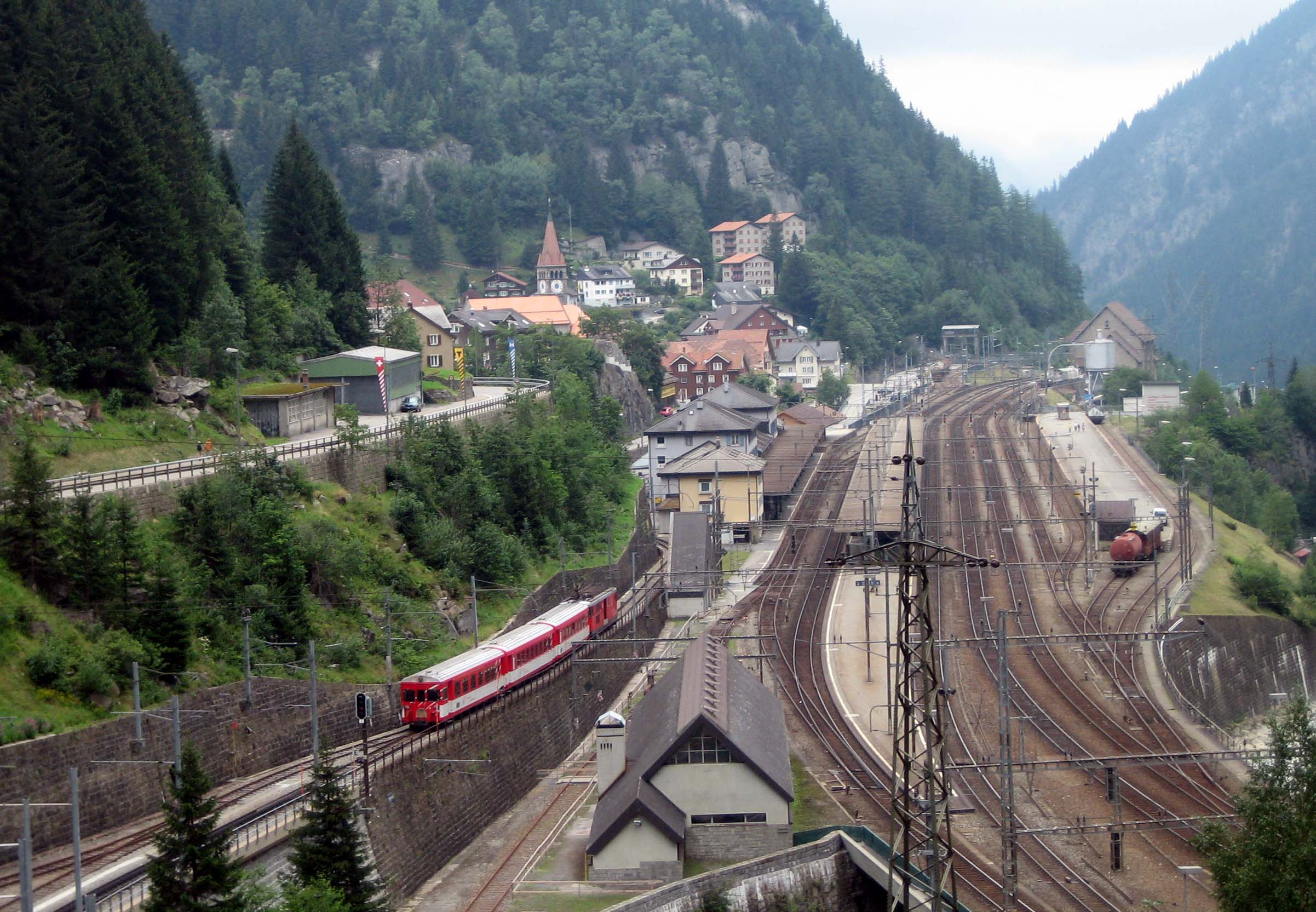
Station Göschenen
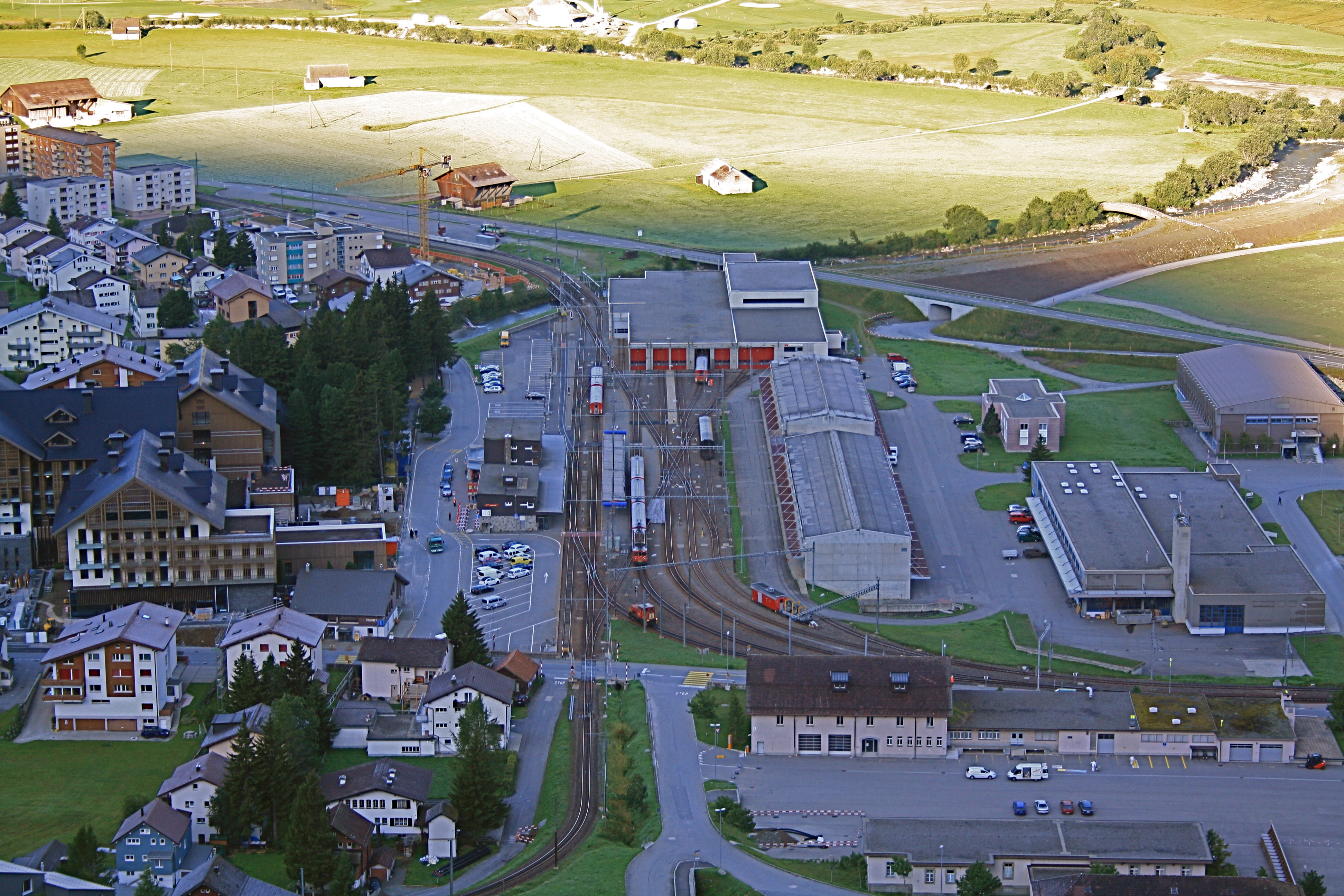
Station Andermatt